# Großer Palast (Bangkok)

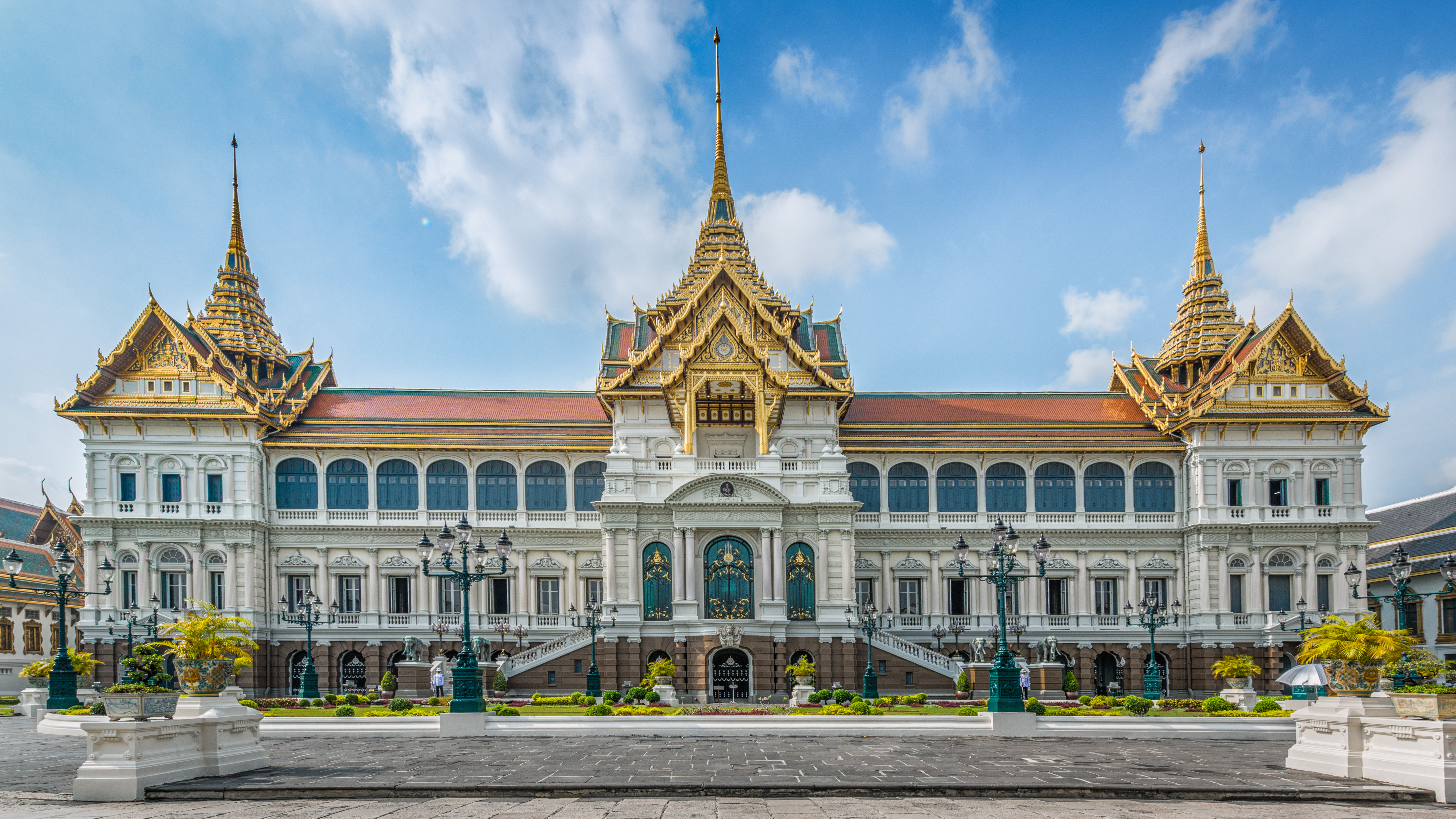
Chakri Maha Prasat im Großen Königspalast von Bangkok

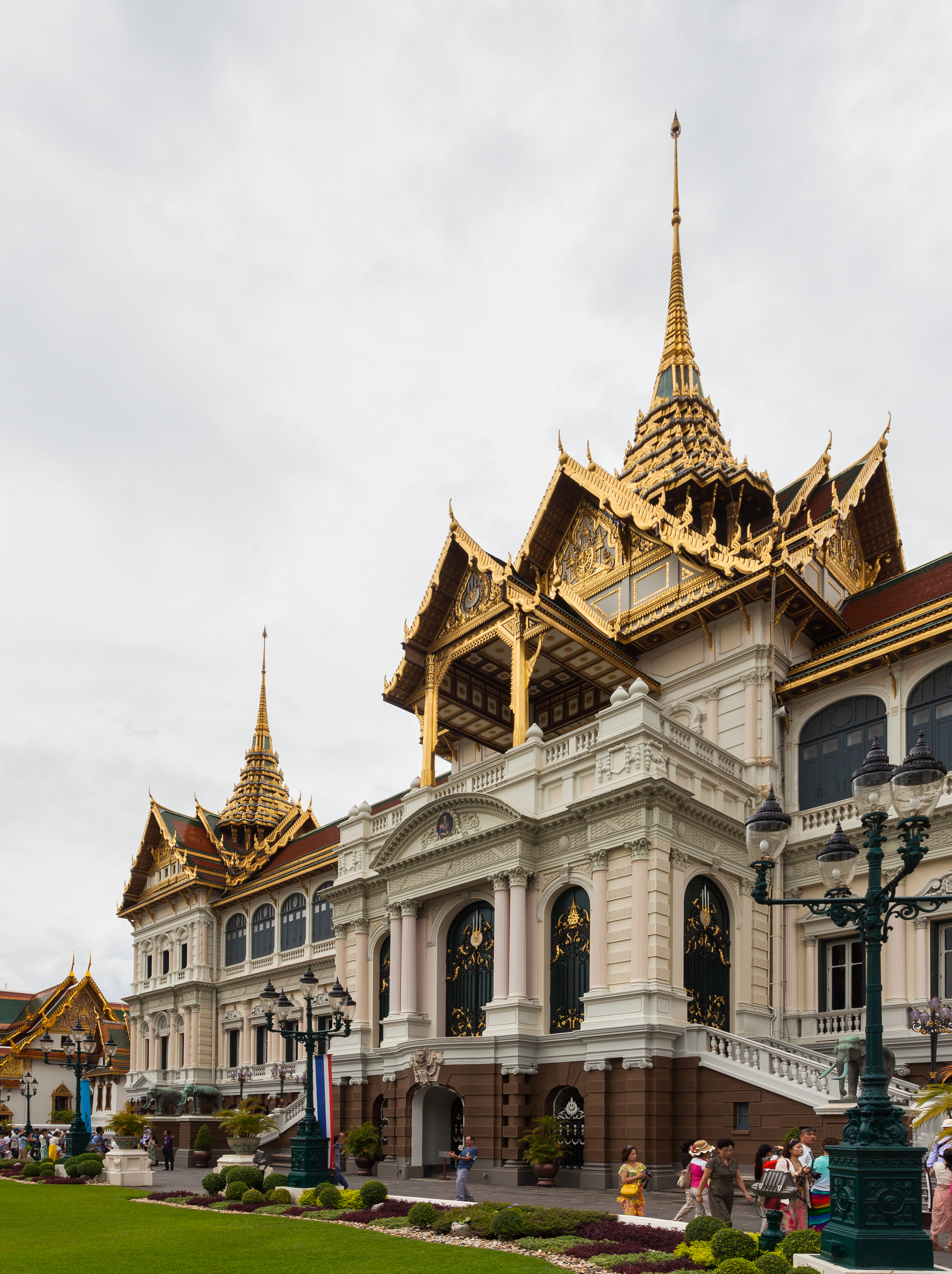
Chakri Maha Prasat im Großen Königspalast von Bangkok

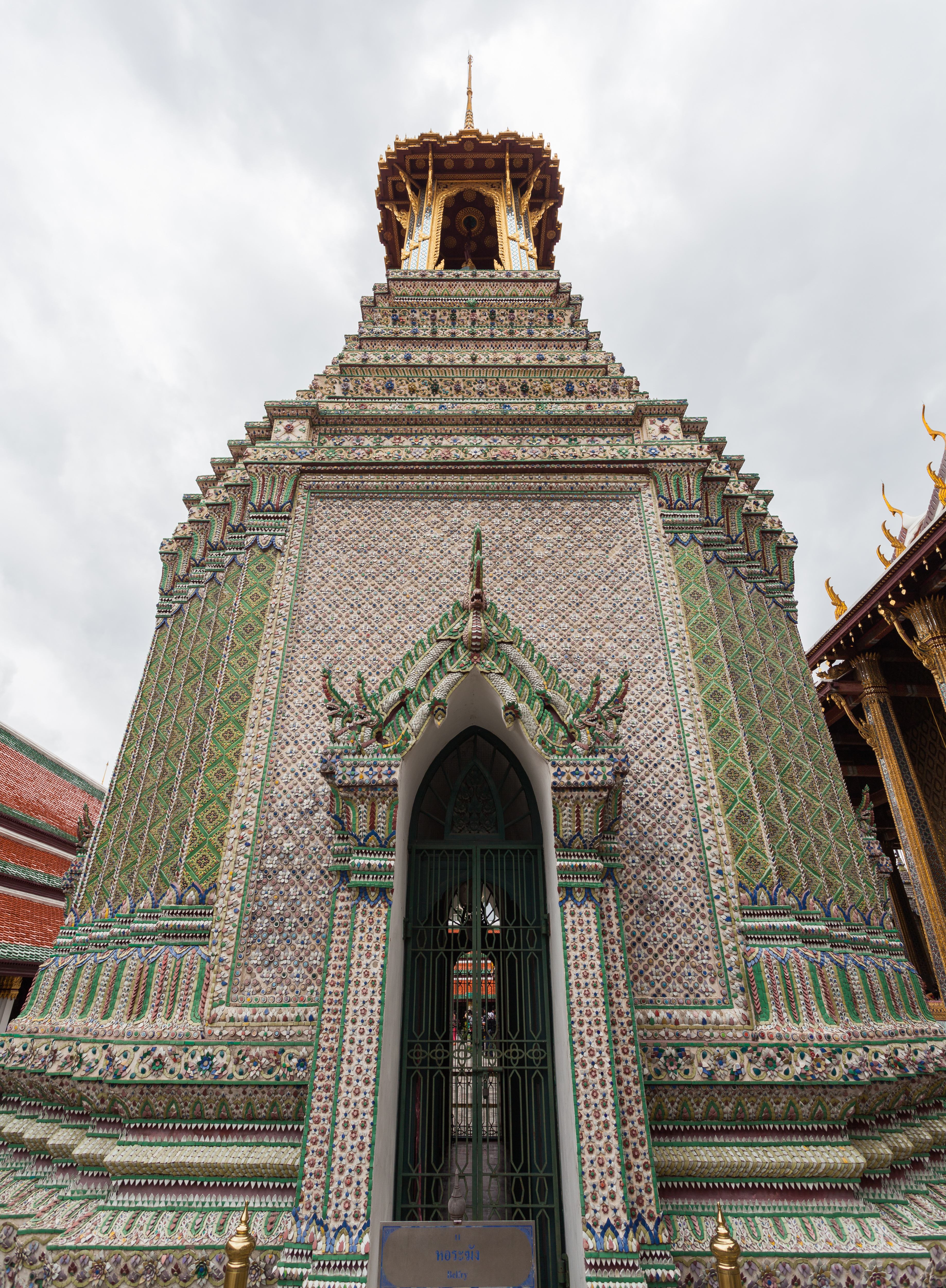
Belfried vom Tempel des Smaragd-Buddha

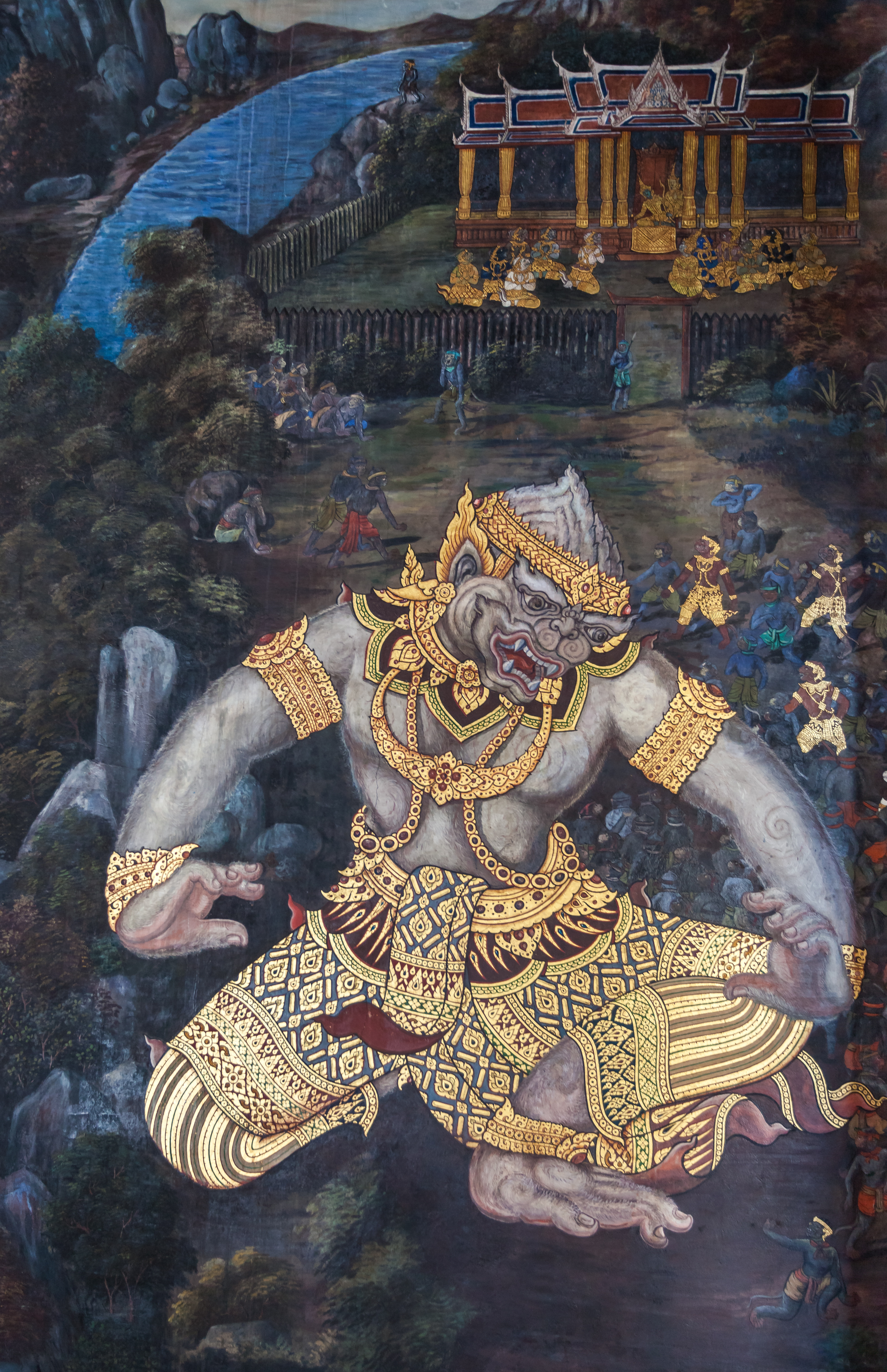
Wandmalerei am Phra Rabiang im Tempel des Smaragd-Buddha

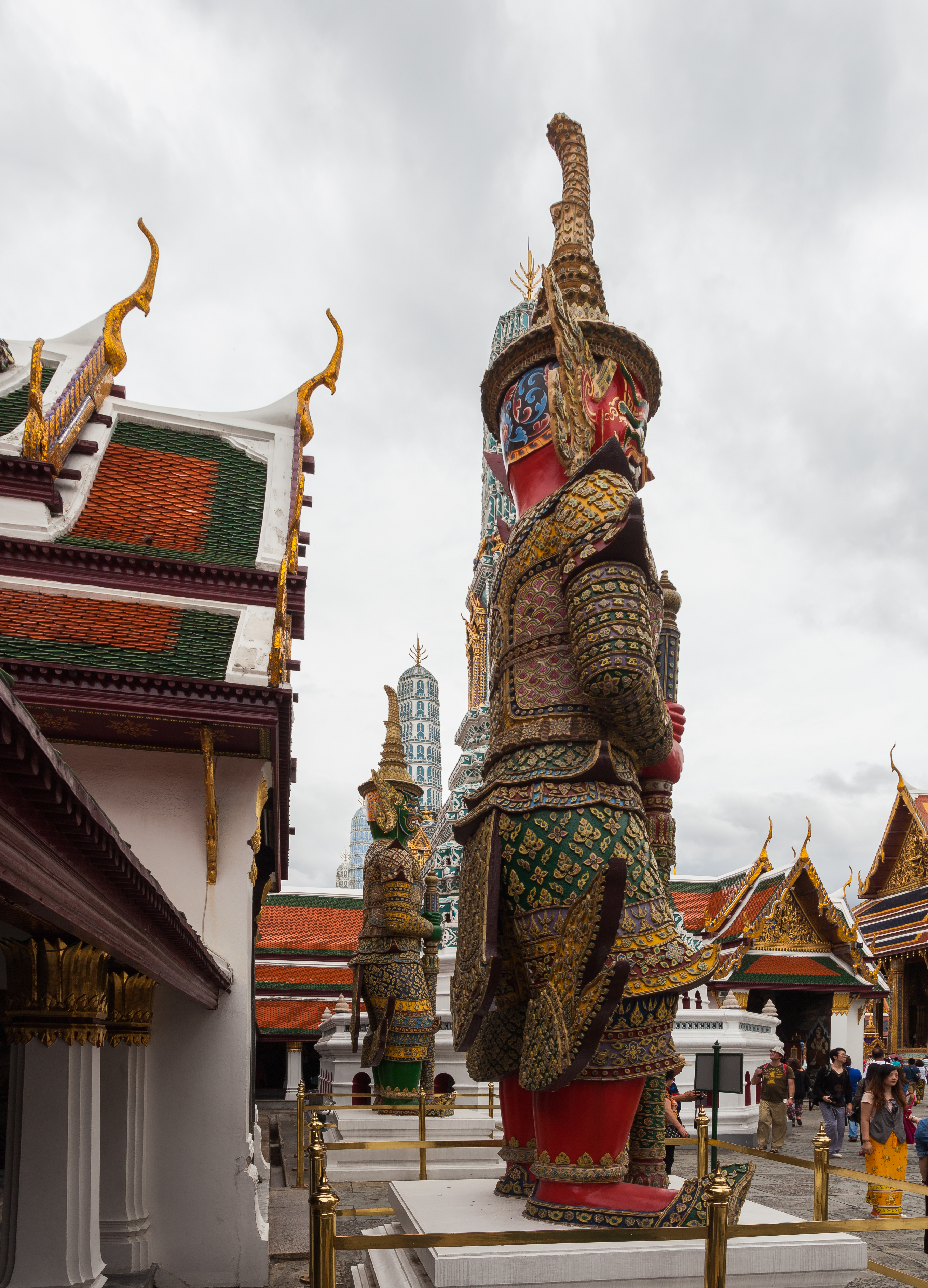
Riesen-Wächter vom Tempel

Der Große Palast (Thai: พระบรมมหาราชวัง, Aussprache: [pʰráʔ bɔrom máʔhăː râtt͡ɕʰáʔwaŋ], im engl. Sprachgebrauch: „Grand Palace“) war die offizielle Residenz der Könige von Siam (heutiges Thailand) in Bangkok vom Ende des 18. Jahrhunderts bis zur Mitte des 20. Jahrhunderts. Nach dem Tod des Königs Ananda Mahidol (Rama VIII.) 1946 im Borom-Phiman-Palast beschloss König Bhumibol Adulyadej (Rama IX.) die Verlegung der Residenz in die Chitralada-Residenz des Dusit-Palastes.

## Geschichte
Nur 15 Jahre nachdem die Birmanen die alte Hauptstadt Ayutthaya zerstört hatten, machte sich der soeben gekrönte König Rama I. (Phra Phutthayotfa Chulalok) daran, den Ruhm des siamesischen Reiches wieder auferstehen zu lassen. Er beschloss, am 6. Mai 1782 den Grundstein zu einem neuen Palast auf dem östlichen Ufer des Mae Nam Chao Phraya (Chao-Phraya-Fluss) legen zu lassen. Es wurde ein Bezirk abgesteckt, der nördlich des dort bereits vorhandenen Wat Potharam (heute Wat Phra Chetuphon, kurz: Wat Pho) und südlich des damaligen Wat Salak (heute Wat Mahathat) lag. Das östliche Flussufer war ursprünglich sehr sumpfig, so dass es zuerst entwässert werden musste. Schon zur Zeit König Taksins wurde dazu ein schmaler Kanal, der Khlong Lord („Strohhalm-Kanal“) gegraben. Dort, wo der neue Palast geplant war, lebte bereits eine Gemeinschaft von wohlhabenden chinesischen Kaufleuten, die wahrscheinlich den damaligen Wat Potharam unterstützten. Sie wurden freundlich „gebeten“, ihre Geschäfte umzusiedeln, und zwar in die „Gärten“, eine damals unbesiedelte Gegend vor der Stadt, die heute als „Sampeng“ bekannt ist. Dann konnten die ersten temporären Gebäude des neuen Palastes aus Holz und Blättergeflecht gebaut werden. 
Der 10. Juni 1782 wurde als verheißungsvolles Datum bestimmt, zu dem der König aus dem alten Palast von König Taksin, dem Phra Radscha Wang Derm, welcher in Thonburi direkt neben dem heutigen Wat Arun lag, zeremoniell den Fluss überquerte, um seine neue Bleibe zu übernehmen.
Das gesamte Areal war zunächst von einer stark befestigten hölzernen Palisade umgeben. Später wurde sie durch eine 1,9 km lange, hohe Backsteinmauer ersetzt, die den Palast nach außen abschirmen sollte. Die dringend benötigten Baumaterialien, wie zum Beispiel Ziegelsteine, wurden per Schiff aus dem zerstörten Palast in Ayutthaya geholt. Der erste Bauabschnitt konnte 1785 fertiggestellt werden, so dass der Palast in einer großartigen Zeremonie offiziell eingeweiht werden konnte.

## Lage
Die gesamte Anlage des alten Königspalastes folgt überraschend genau dem Bauplan des kurze Zeit vorher zerstörten Wang Luang (Königspalast des Königreichs Ayutthaya). Der Komplex besteht aus einem etwa 2,6 km² großen Gelände am Ostufer des Chao Phraya nahe dem Königsplatz, dem Sanam Luang. Hier sind verschiedene Bauwerke und Anlagen angeordnet, deren wichtigstes das Wat Phra Kaeo, der Tempel des Smaragd-Buddhas, ist.
Die heutigen Bauwerke auf dem Gelände sind das Ergebnis einer seit 1782 andauernden Bautätigkeit, seit dieser Zeit wurden Gebäude neu errichtet, erweitert, umgebaut, renoviert oder abgebrochen, um neuen Anlagen Platz zu machen. Die erste Phase dieser Bautätigkeit war zur Inthronisation des Königs Phra Phutthayotfa Chulalok (Rama I.) abgeschlossen; am 13. Juni 2006 wurde das neueste Gebäude eingeweiht, die Borommaratchasathit-Maholan-Thronhalle (พระที่นั่ง บรมราชสถิตยมโหฬาร).

## Anlage
Der heutige Palast besteht aus vier Teilen, dem Äußeren Hof, dem Zentralen Hof, dem Inneren Hof und dem Wat Phra Kaeo, jeder der Teile war funktionell auf diejenigen zugeschnitten, die dort lebten oder arbeiteten. Der Innere Hof im nördlichen Teil des Palastes, in dem nur Frauen zugelassen waren, ist von einer hohen Mauer umgeben. An den Zugängen zu diesem Bereich standen weibliche Wachen. Der Äußere Hof liegt im südlichen Teil, hier wurden die Ministerien angesiedelt, mit denen der König häufig zu tun hatte, das Schatzamt und die königlichen Wachen.
Der Zentrale Hof ist der beeindruckendste Teil des Palastes. Dieser besteht ebenfalls aus vier Komplexen: der so genannten Ersten Gebäudegruppe, dem Komplex um den Chakri Maha Prasat, der Gruppe um den Dusit-Palast und der Gruppe um die Borom Phiman-Halle. Etwas versteckt im südlichen Teil des Zentralen Hofes liegt das Wat-Phra-Kaeo-Museum.
Die Anlage des Palastes ist dem alten Königspalast in Ayutthaya nachempfunden, der kurze Zeit vor der Planung des Palastes in Bangkok von den Birmanen zerstört worden war.

### Erste Gebäudegruppe
Die erste Gebäudegruppe, die Phra-Maha-Monthien-Gruppe, ist im Zentrum des alten Königspalastes angeordnet und wurde bereits zur Krönungszeremonie von Phra Phutthayotfa (Rama I.) fertiggestellt und genutzt. Bis heute bildet sie den Rahmen für die offiziellen Krönungsfeierlichkeiten der Chakri-Dynastie.

### Chakri Maha Prasat-Gruppe
Diese Gruppe wurde von König Chulalongkorn (Rama V.) errichtet und bestand ursprünglich aus elf Gebäuden, von denen heute nur noch drei übrig geblieben sind. Herausragendes Bauwerk ist das Chakri Maha Prasat mit der an der Rückseite angebauten Thronhalle.
Das Chakri Maha Prasat, das König Chulalongkorn erbauen ließ, wurde 1882 fertiggestellt, im gleichen Jahr feierte Bangkok sein hundertjähriges Bestehen. Heutzutage werden nur noch die Empfangsbereiche genutzt. Die Chakri-Gruppe besteht aus der Thronhalle und zwei Flügelbauten. Die Thronhalle diente für viele Anlässe, vor allem aber für den Empfang ausländischer Botschafter anlässlich der Überreichung ihrer Akkreditierungsschreiben und für Staatsbankette zu Ehren ausländischer Staatsoberhäupter. Die Wände der Thronhalle sind mit vier Leinwänden geschmückt, auf denen diplomatische Empfänge der Vergangenheit festgehalten sind. Das Gemälde an der Ostwand zeigt König Mongkuts Empfang für den britischen Gesandten, Sir James Bowring. An der rechten Wand wird ein Empfang im Buckingham Palace dargestellt, den Königin Victoria zu Ehren von König Mongkuts (Rama IV.) Botschafter gab. Weiter hinten, an der westlichen Wand, sieht man den Empfang Ludwig XIV. in der Glasgalerie von Versailles zu Ehren des diplomatischen Corps, das König Narai von Ayutthaya nach Frankreich entsandt hatte.
Die dritte Leinwand auf der anderen Seite der Halle, zeigt König Mongkuts Empfang für einen französischen Gesandten. Und die vierte Leinwand gibt einen Empfang Napoleon III. in Fontainbleu wieder, der zu Ehren einer weiteren Diplomatendelegation König Mongkuts gegeben wurde. Die Kristalldekorationen in der Halle sind meist Geschenke ausländischer Könige an König Chulalongkorn.

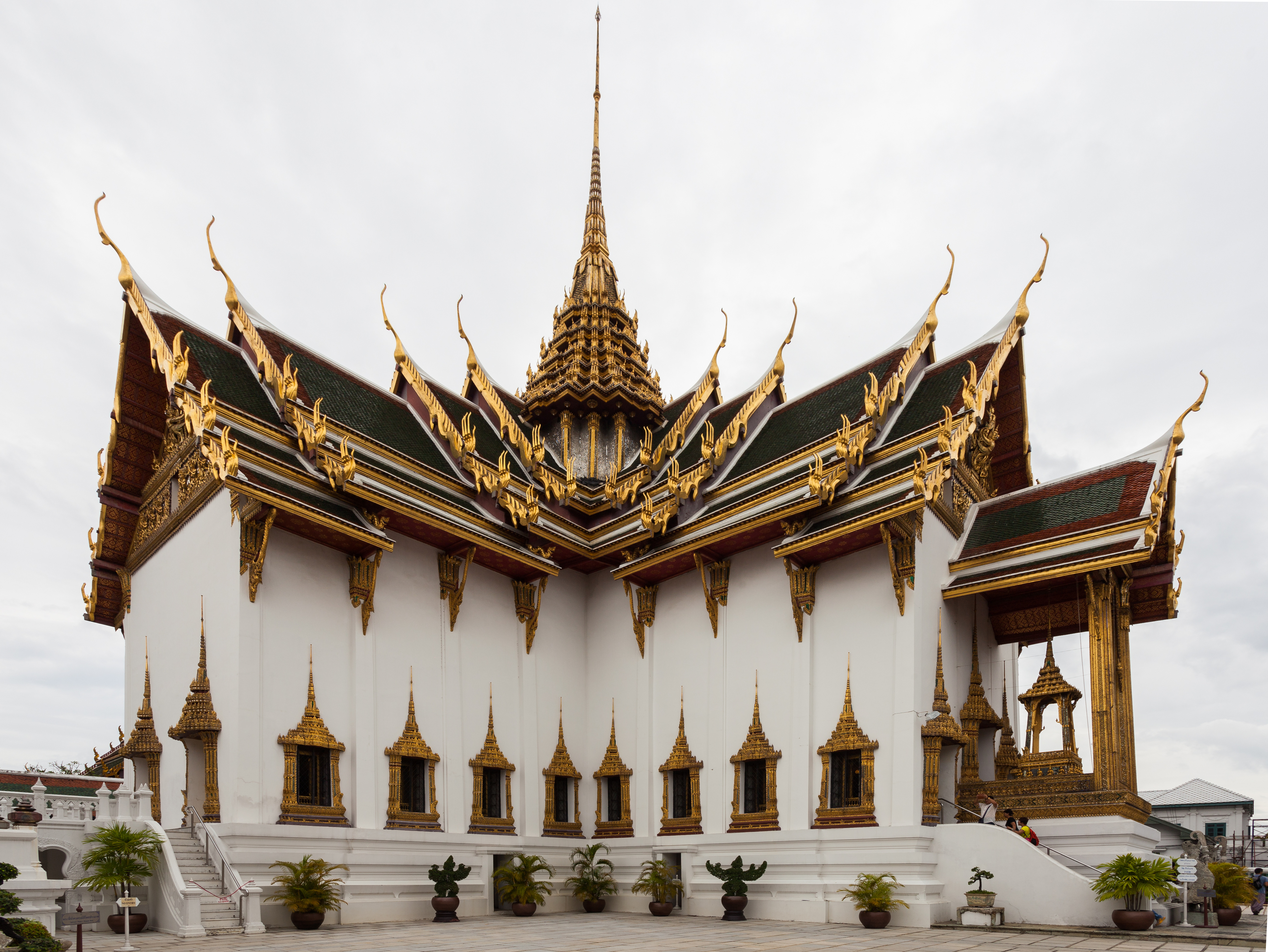
Phra Thinang Dusit Maha Prasat

### Dusit-Gruppe
Die Gruppe besteht aus der Dusit Maha Prasat-Krönungshalle, dem Phra Thinang Phiman Rataya und dem Aphonphimok-Pavillon.

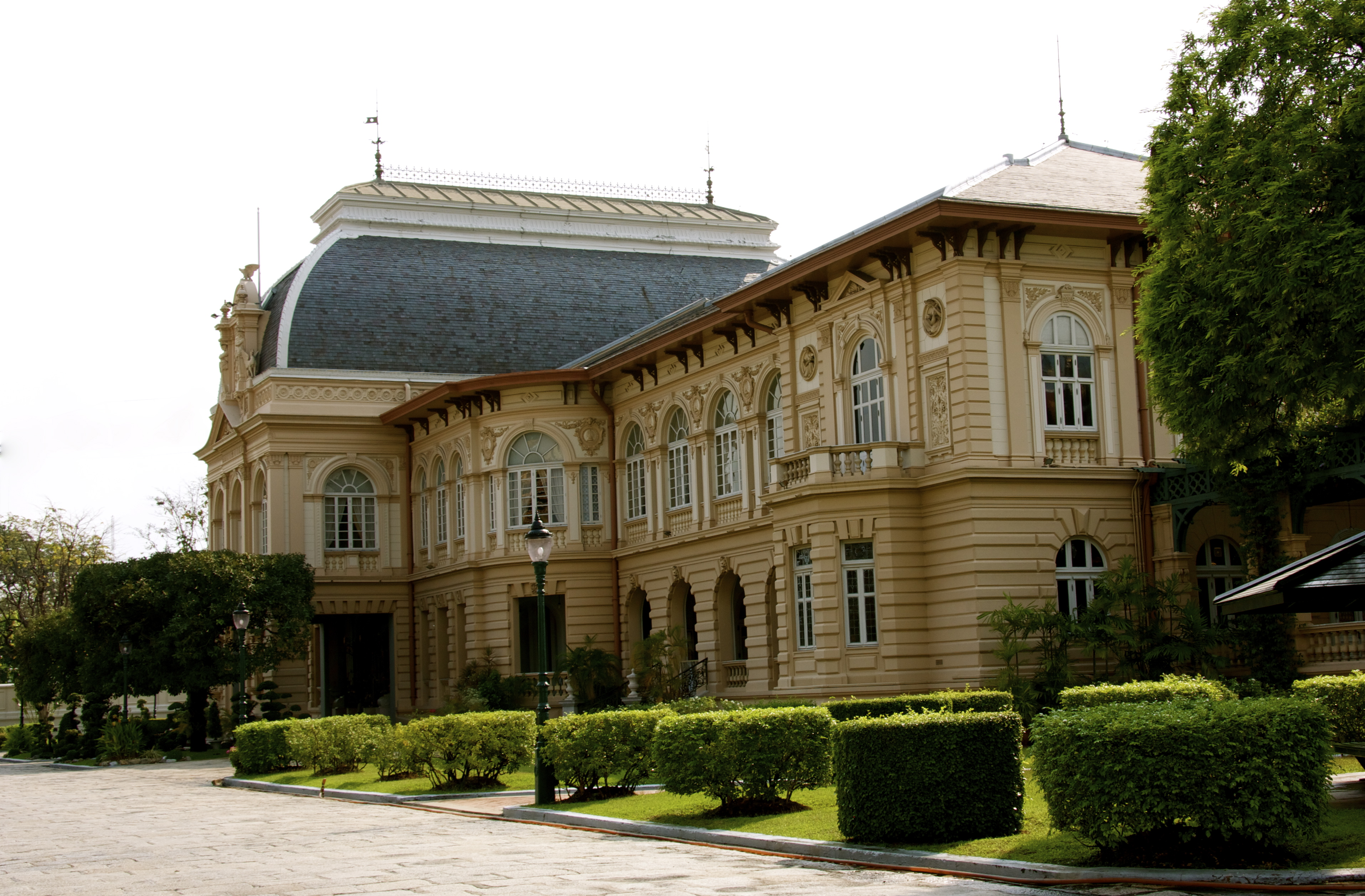
Phra Thinang Borom Phiman

### Borom-Phiman-Komplex
Die Gruppe besteht aus Phra Thinang Siwalai Maha Prasat, Phra Thinang Sitalaphirom, Phra Phuttha Rattanasathan, Phra Thinang Boromphiman und Phra Thinang Sutthaisawan.

### Wat-Phra-Kaeo-Museum
Das Museum liegt etwas versteckt im südlichen Teil des Zentralen Hofes. Es ist in einem Gebäude im westlichen Stil untergebracht, das von König Chulalongkorn als „Royal Mint“ (Münzprägeanstalt) errichtet wurde. Als der Wat Phra Kaeo für die 200-Jahr-Feier Bangkoks renoviert wurde, mussten einige architektonische Elemente erneuert werden, die Originale werden hier im Museum verwahrt. Mehrere Buddha-Statuen, die von Königen oder auch von Privatpersonen dem Tempel gespendet wurden, sind hier ausgestellt. Im Obergeschoss gibt es neben einem Modell des Wat Phra Kaeo zur Zeit von König Phra Phutthayotfa Chulalok (Rama I.) auch den so genannten „Manangasila-Thron“ zu sehen, den König Mongkut 1833 in Sukhothai am Noen Prasat fand.

## Impressionen

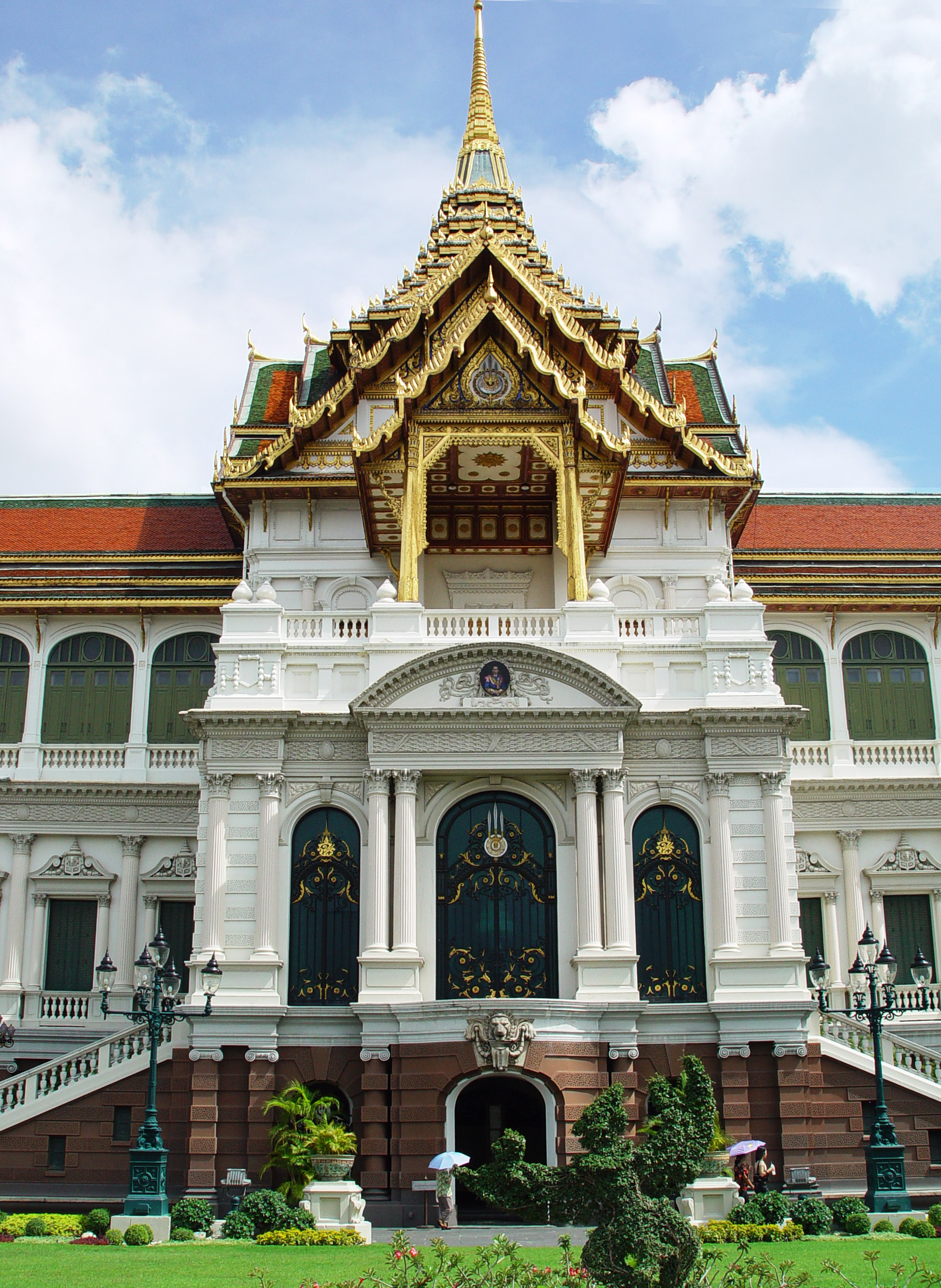
Chakri Maha Prasat
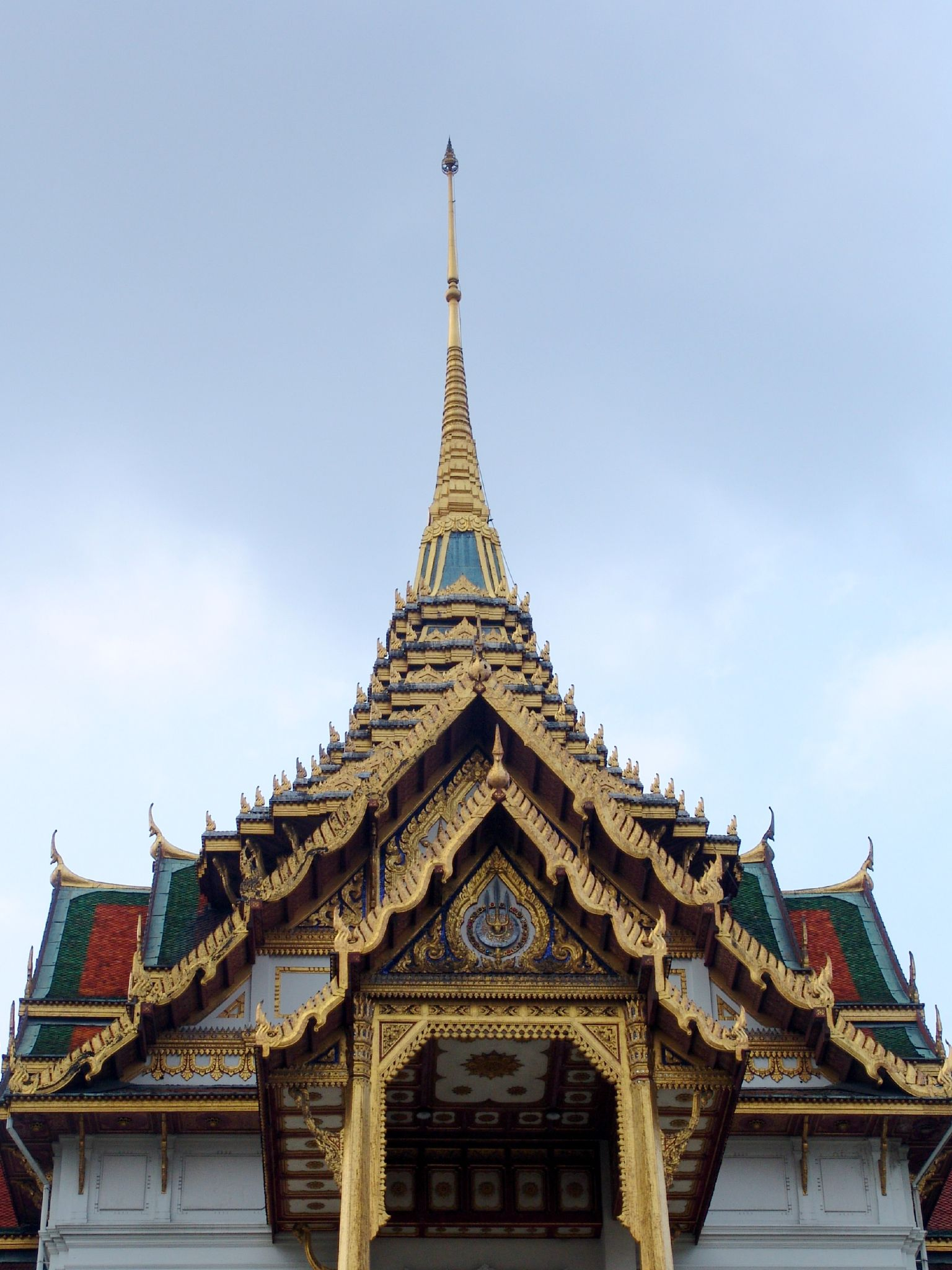
Eingang zum Chakri Maha Prasat mit Symbol der Chakri-Dynastie
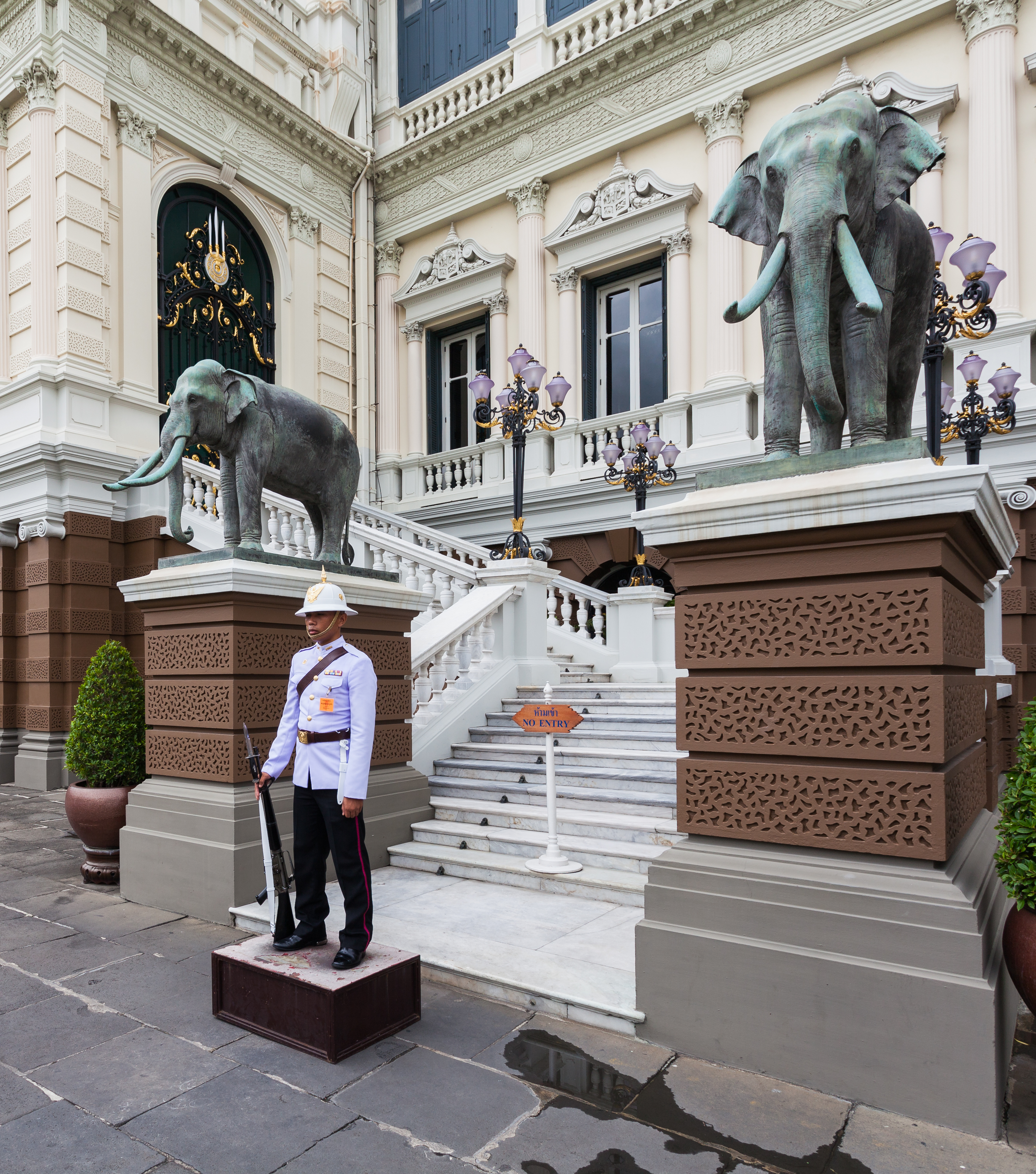
Statue eines Weißen Elefanten und Palastwache am Chakri Maha Prasat
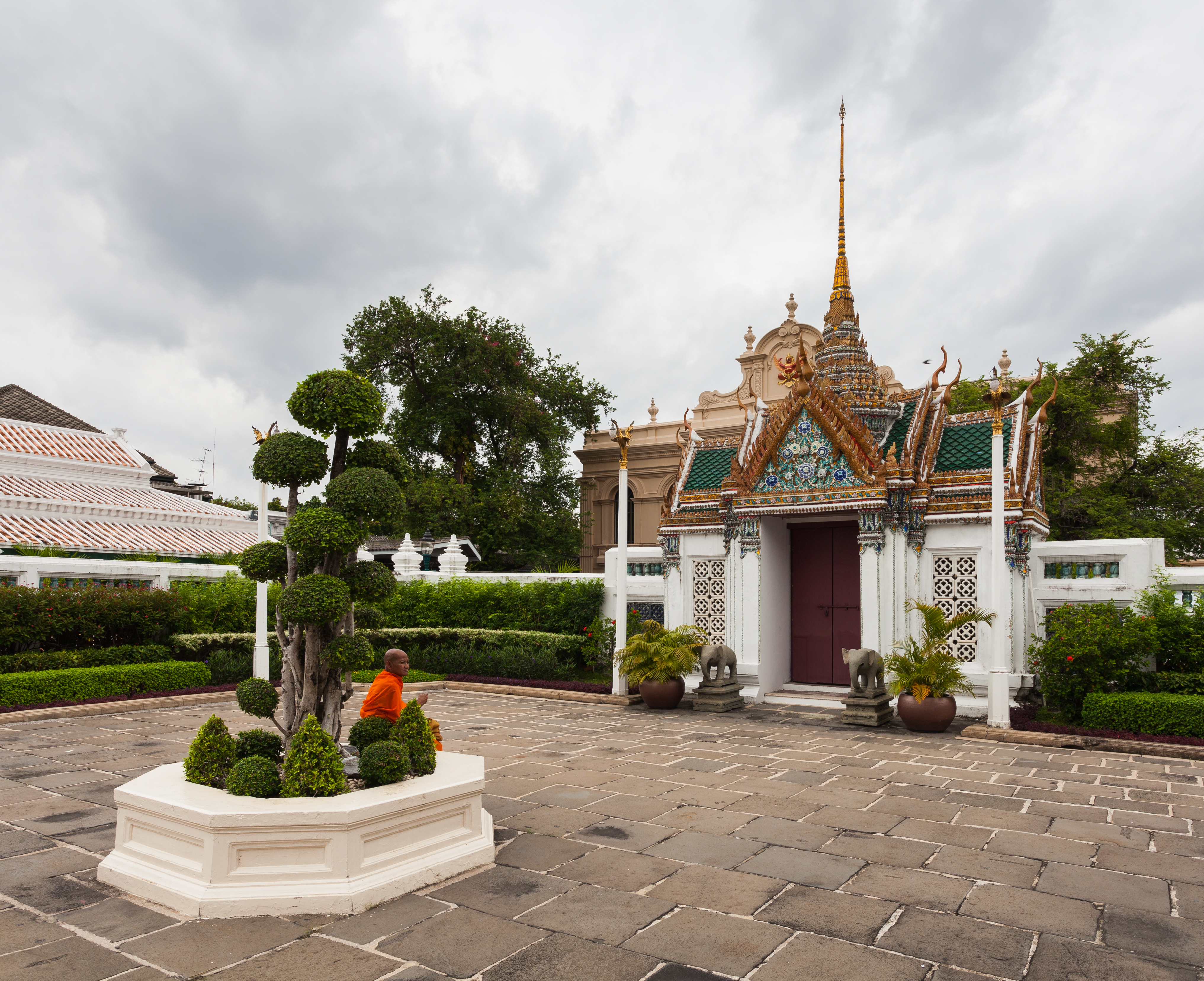
Im Hof des Palastes